# Jezero Manyara
Jezero Manyara je jezero v okrožju Monduli v regiji Aruša v Tanzaniji in je po površini sedmo največje jezero Tanzanije s površino 470 kvadratnih kilometrov. Je plitvo, alkalno jezero v veji Natron-Manyara-Balangida Velikega tektonskega jarka. Severozahodni kvadrant jezera (približno 200 kvadratnih kilometrov) je vključen v narodni park jezera Manyara in je del biosfernega rezervata jezera Manyara, ki ga je leta 1981 ustanovil UNESCO kot del svojega programa Človek in biosfera.
Obstajajo različne razlage o tem, kako je jezero Manyara dobilo ime. Ime Manyara morda izvira iz masajske besede emanyara, ki je šilasta, zaščitna ograda okoli družinske domačije (boma). Morda je jezero poimenovano tako, ker ga obkroža 600 m visok rob razpoke kot ograda okoli masajske bome. Druga teorija je, da je pleme Mbugwe, ki živi na območju jezera Manyara, jezeru dalo ime na podlagi besede Mbugwe Manyero, kar pomeni korito ali kraj, kjer živali pijejo vodo.

## Hidrologija
Jezero Manyara ima porečje približno 18.372 km2 z nadmorsko višino od 938 m do 3633 m. Jezero je v zaprti kotlini brez odtoka, kjer se voda izgublja le z izhlapevanjem. Napajajo ga podzemni izviri, vendar velika večina dotoka prihaja iz deževnice, ki se napaja iz stalnih in kratkotrajnih rek, ki odmakajo okoliško porečje. Globina jezera in območje, ki ga pokriva, močno niha. V času mokre sezone je jezero največ 40 km široko in 15 km z največjo globino 3,7 m. Leta 2010 je batimetrična raziskava pokazala, da ima jezero povprečno globino 0,81 m, največjo globino pa približno 1,18 m. V ekstremnih sušnih obdobjih se površina jezera zmanjša, ko voda izhlapi, včasih pa se jezero popolnoma izsuši. Jezero Manyara je alkalno jezero s pH blizu 9,5, in vsebuje tudi veliko raztopljenih soli. Voda v sušnem obdobju postaja vse bolj slana, saj voda izhlapi in se soli kopičijo. V sušnih obdobjih se ob obali izpostavijo velike površine blata. Te alkalne ravnice poženejo v travnike in privabljajo pašne živali, vključno z velikimi čredami bivolov, gnujev in zeber. Zahodno stran jezera obkroža strma riftna pečina, na severu je višavje Ngorongoro, medtem ko se na vzhodu in jugovzhodu valovita ravnica z izoliranimi vulkanskimi gorami umakne v peneplen (planotasto površje nastalo z erozijo). V jezero se izliva več izvirov, potokov, mokrišč in manjših jezer, tako trajnih kot sezonskih. Obale slanega jezera gostijo na severni konici mesto Mto wa Mbu s svojim namakalnim kmetijstvom. Na njeni zahodni strani se razprostira gozd podzemne vode, ki se razteza med obalo jezera in riftno pečino in ga večinoma pokriva narodni park do Marang' gozda. V riftni dolini južno od jezera se za namakanje uporabljajo obsežne poplavne ravnice rek. Bolj vlažna in produktivna višavja po celotnem povodju večinoma uporabljajo različne etnične skupine za kmetijstvo, odvisno od zgodovinskih vzorcev migracij in preseljevanja. Bolj suhe in bolj nepredvidljive savane uporabljajo za pašo živine pastirji (predvsem Masaji). Jugovzhodno od jezera je še en velik in znan narodni park (Tarangire). Poleg tega so povsod po porečju številni rezervati za divjad, naravovarstvena območja, gozdni rezervati, območja za upravljanje divjih živali ter številne vasi in turistična infrastruktura (ceste, domovi in šotorska naselja).

## Grožnje in zaščita
Jezero Manyara je delno zaščiteno v narodnem parku jezera Manyara in je eden od sedmih tanzanijskih Unescovih biosfernih rezervatov. Širši družbeno-ekološki sistem porečja jezera Manyara trpi zaradi številnih okoljskih težav zaradi netrajnostne rabe zemlje in vode. Jezero Manyara je v zadnjih 120 letih doživelo splošno naraščajočo pot pri stopnjah sedimentacije z izrazitimi vrhovi v 1960-ih in leta 2010. Povečane stopnje sedimentacije so v veliki meri posledica zapletene interakcije med povečano gorvodno erozijo tal po spremembah talne odeje in naravnimi nihanji padavin.

## Ribe
Glavni ribji vrsti, ki naseljujeta jezero, sta som in tilapija. Ribolov je manjši, vendar so ribe običajno le v bližini dotokov, kjer so koncentracije soli nižje. Jezero Manyara je tipsko območje za ogroženo ribo Oreochromis amphimelas, vrsto iz družine ciklidov, endemično za Tanzanijo, najdemo jo v jezeru Manyara in številnih drugih slanih jezerih z zaprtimi kotanjami. Izkoriščanje je prepovedano v delih jezera Manyara znotraj narodnega parka, zaščitena parkovna območja pa zagotavljajo pomembno semensko zalogo za obnavljanje ribolovnih populacij.

## Ptice
Narodni park jezera Manyara je znan po jatah tisočih plamencev, ki se v deževni dobi hranijo ob robu jezera. Včasih je bilo ocenjenih več kot 2 milijona osebkov različnih vrst vodnih ptic. Naslednja tabela povzema najštevilčnejše vrste glede na informativni list o pomembnih območjih ptic: jezero Manyara.
| Vrsta                                     | Trenutna kategorija Rdečega seznama IUCN | Sezona                   | Leto(a) ocene | Ocena prebivalstva          |  |
| ----------------------------------------- | ---------------------------------------- | ------------------------ | ------------- | --------------------------- |  |
| raca žličarica (Spatula clypeata)         | LC                                       | zima                     | 1995          | 4650 osebkov                |  |
| plamenec (Phoenicopterus roseus)          | ELC                                      | izven gnezditvene sezone | -             | 40.000 osebkov              |  |
| mali plamenec (Phoeniconaias minor)       | NT                                       | izven gnezditvene sezone | 1991          | 1.900.000 osebkov           |  |
| afriški nesit (Mycteria ibis)             | LC                                       | izven gnezditvene sezone | 1995          | 1020 osebkov                |  |
| rožnati pelikan (Pelecanus onocrotalus)   | LC                                       | izven gnezditvene sezone | 1991          | 200.000 osebkov             |  |
| polojnik (Himantopus himantopus)          | NR                                       | izven gnezditvene sezone | 1995          | 8367 osebkov                |  |
| sabljarka (Recurvirostra avosetta)        | LC                                       | izven gnezditvene sezone | 1995          | 4940 osebkov                |  |
| Charadrius pallidus                       | NT                                       | izven gnezditvene sezone | 1995          | 619 osebkov                 |  |
| kaspijski deževnik (Charadrius asiaticus) | LC                                       | zima                     | 1995          | 3302 osebkov                |  |
| togotnik (Calidris pugnax)                | LC                                       | zima                     | 1995          | 45.486 osebkov              |  |
| mali prodnik (Calidris minuta)            | LC                                       | zima                     | 1995          | 78.675 osebkov              |  |
| jezerski martinec (Tringa stagnatilis)    | LC                                       | zima                     | 1995          | 2441 osebkov                |  |
| črnonoga čigra (Sterna nilotica)          | NR                                       | zima                     | 1995          | 1566 osebkov                |  |
| beloperuta čigra (Chlidonias leucopterus) | LC                                       | zima                     | 1995          | 3283 osebkov                |  |
| Skupina vrst - vodne ptice                | n/a                                      | ne vzreja                | 1991-1995     | 1.000.000-2.499.999 osebkov |  |

## Obisk jezera Manyara
Do jezera Manyara se lahko pride skozi narodni park jezera Manyara. Z vhodnimi vrati, ki služijo kot izhod, je pot v park dejansko zanka, ki jo je mogoče z džipom prevoziti v nekaj urah. Pot poteka skozi gozdove, grmičevje in močvirje, preden dosežemo obalo jezera. Pobočje riftne doline ponuja spektakularno ozadje.
Iz bližnjega mesta Mto wa Mbu je preko programa Kulturni turizem mogoče organizirati izlet s kanujem po jezeru ali ribolov za učenje tradicionalnih načinov ribolova. Prav tako je mogoče izvsti kolesarske izlete na vzhodno obalo jezera.